# Kapitalverwässerung
Unter Kapitalverwässerung (auch Verwässerungseffekt) wird in der Betriebswirtschaftslehre und auf dem Aktienmarkt die bei einer Kapitalerhöhung eintretende Vergrößerung des Eigenkapitals verstanden, wenn der Börsenkurs der neuen Aktien unterhalb des Kurses der alten Aktien liegt.

## Allgemeines
Kapitalverwässerung gibt es lediglich bei Kapitalgesellschaften (Aktiengesellschaft, Kommanditgesellschaft auf Aktien, Europäische Gesellschaft oder GmbH). Deren Finanzierungstitel (Aktien, Geschäftsanteile, Gewinnschuldverschreibungen, Gratisaktien,  Optionsanleihen oder Wandelobligationen) besitzen einen inneren Wert, der bei Kapitalmaßnahmen einer Wertminderung unterliegen kann. Kapitalverwässerung besagt, dass entweder die Zahl der Finanzierungstitel einer Kapitalgesellschaft relativ stärker gestiegen ist als deren Vermögen oder bei einer unveränderten Anzahl und Struktur der Finanzierungstitel das Vermögen gesunken ist. In beiden Fällen ergibt sich eine Wertminderung der Finanztitel.
Im Regelfall werden junge Aktien oberhalb des Börsenkurses alter Aktien angeboten. Umgekehrt erfolgt bei der Kapitalverwässerung die wirtschaftliche Aushöhlung des inneren Werts einer Aktie. Der innere Wert einer Aktie kann sich verringern, wenn es zur Emission von Aktien kommt, also bei nominellen Kapitalerhöhungen, beim Kapitalschnitt, bei der Emission von Gewinnschuldverschreibungen, Gratisaktien, Optionsanleihen oder Wandelanleihen. Bei einem gesetzlichen Bezugsrecht tritt dagegen diese Kapitalverwässerung nicht ein, denn es stellt wirtschaftlich die Entschädigung an den Altaktionär dar, den ansonsten durch die Kapitalerhöhung eine Verwässerung seines Vermögens treffen würde.

## Arten
Die Fachliteratur unterscheidet vier Arten der Kapitalverwässerung:
- Die gewöhnliche Kapitalverwässerung tritt ein, wenn ein Aktionär im Rahmen einer Kapitalerhöhung keine jungen Aktien erwerben will oder kann. Hierdurch verringert sich seine Beteiligungsquote.
- Verwässerung der Aktienkategorie: Werden junge Aktien als Vorzugsaktien ausgegeben, schwächt sich die Rechtsposition der – nicht teilnehmenden – Altaktionäre mit entsprechendem Vermögensnachteil.
- Strukturelle Verwässerung etwa durch Fusionen oder ähnliche Kapitalumschichtungen.
- Preisverwässerung (englisch new issuance provision, price-based provision) beschreibt die Emission zusätzlicher Aktien mit einem Emissionskurs, der unterhalb des Ausübungspreises wandelbarer Vorzugsaktien liegt.

Kapitalmaßnahmen oder sonstige organisatorische Einwirkungen auf den Aktienbesitz führen dann zu einer Kapitalverwässerung, wenn sich die Rechtsposition eines Aktionärs verschlechtert und/oder er Vermögensnachteile erleidet.

## Kapitalerhöhung

### Allgemein
Aktiengesellschaften können ihr Grundkapital durch Sacheinlage oder Barkapital erhöhen. Dies geschieht aktienrechtlich durch die Ausgabe neuer Aktien. Die neuen Aktionäre werden damit Anteilseigner der Aktiengesellschaft. Der Verwässerungseffekt entsteht dann durch die mittels Kapitalerhöhung – ohne Bezugsrecht – erfolgende Kurssenkung, die dadurch entsteht, dass der Gesellschaft pro junger Aktie weniger an Vermögen zufließt als dem bisherigen Gesellschaftsvermögen pro Aktie im Urteil des Aktienmarktes entsprach. Die Ausgabe von Bezugsrechten dagegen ermöglicht es den Altaktionären, bei einer Kapitalerhöhung mitzuziehen und damit ihren anteilmäßigen Anteil am Unternehmen zu halten. Damit bedeutet die Verwässerung keinen Nachteil für die Altaktionäre. Wird das Bezugsrecht ausgeschlossen, beispielsweise bei Kapitalerhöhungen gegen Sacheinlage oder zur Bedienung von Mitarbeiteroptionen, bedeutet eine Verwässerung einen Vermögensnachteil für Altaktionäre.

### Kompensation durch Bezugsrecht
Um dem Verwässerungseffekt entgegenzutreten, sieht das Aktienrecht vor, dass den Altaktionären bei Kapitalerhöhungen ein Bezugsrecht gemäß § 186 Abs. 1 AktG zusteht. Wirkung dieses Bezugsrechts ist der so genannte Kompensationseffekt. Die auf den Verwässerungseffekt zurückzuführende Kurssenkung kann gerade durch den Wert des Bezugsrechtes ausgeglichen werden, so dass für die Altaktionäre insgesamt keine Vermögensminderung eintritt.

### Ausschluss des Bezugsrechtes
Die Aktiengesellschaft kann aber regelmäßig ein Interesse daran haben, Aktien nicht nur den Altaktionären zu überlassen. Gerade bei der Gewinnung neuer Investoren oder der Platzierung an anderen Märkten kommt somit ein Bezugsrechtsausschluss gemäß § 186 Abs. 3 AktG in Betracht. Seit dem Urteil des BGH in Sachen Kali & Salz fordert dieser für den Ausschluss die Darlegung eines sachlichen Grundes und prüft den Ausschluss auf dessen Verhältnismäßigkeit. Für kleine Aktiengesellschaften wurde in § 186 Abs. 3 AktG eine Regelung eingeführt, nach welcher der Ausschluss des Bezugsrechts (ohne sachlichen Grund) zulässig ist, wenn die Kapitalerhöhung 10 % des Grundkapitals nicht überschreitet und der Ausgabepreis den Börsenkurs nicht wesentlich unterschreitet. Der Verwässerungseffekt sei hierbei nur gering, und der Altaktionär könne durch Zukauf am Markt seine Beteiligungsquote halten. Die wiederholte Ausübung innerhalb kurzer Zeiträume ist jedoch problematisch, wenn der Bezugsrechtsausschluss dazu missbraucht wird, Aktionäre planmäßig unter wichtige Beteiligungsquoten (25 % für die Sperrminorität oder 5 % für einen Squeeze-out) zu bringen. § 203 Abs. 1 Satz 1, § 186 Abs. 3 und 4 AktG sehen auch bei genehmigtem Kapital die Möglichkeit des Bezugsrechtsausschlusses vor.

### Berechnungsbeispiel für den Verwässerungseffekt („Mischkurs“)
Eine börsennotierte AG plant eine Kapitalerhöhung zum Emissionskurs von 24 Euro/Aktie und einem Bezugsverhältnis von 5:1 (Bezugsrechtsemission). Der Börsenkurs liegt bei 36 Euro/Aktie. Der neue Börsenkurs entspricht dem im Verhältnis 5:1 gewichteten Durchschnitt aus bisherigem Börsenkurs (36) und Emissionskurs (24):
{\displaystyle {\frac {5\cdot 36+1\cdot 24}{5+1}}=34}.

Der Verwässerungseffekt beläuft sich also auf {\displaystyle 36-34=2} Euro/Aktie. Der neue „Mischkurs“ beträgt 34 Euro/Aktie.

## Verwässerung durch Ausgabe anderer Finanzierungstitel
Die Ausgabe von Wandelanleihen und (Bezugs)optionen stellt eine bedingte Kapitalerhöhung dar, bei der oftmals kein Bezugsrecht für Altaktionäre besteht, insbesondere bei Optionsprogrammen zur Vergütung des Managements. Beim Ausweis der Kennzahl Gewinn je Aktie ist zur Beurteilung der Ertragskraft sowohl nach IAS/IFRS als auch nach US-GAAP im Jahresabschluss bei existierenden ausübbaren Aktienoptionen (auf neue Aktien) oder Wandelanleihen daher zusätzlich der verwässerte Gewinn je Aktie unter Berücksichtigung der möglichen Kapitalerhöhungen bei Optionsausübung auszuweisen.
Im Fremdkapital kann eine Verwässerung stattfinden, wenn weitere Gläubiger hinzukommen und im gleichen Rang wie die bisherigen Gläubiger stehen oder erstmals Kreditsicherheiten oder bessere Kreditsicherheiten als die bisherigen Gläubiger erhalten. Bei den bisherigen Gläubigern erhöht sich hierdurch das Insolvenzrisiko, mithin wird ihre Gläubigerposition verwässert. Zum Schutz hiervor wird eine Negativerklärung im Kreditvertrag vereinbart.

## Wirtschaftliche Aspekte
Eine Kapitalverwässerung liegt insbesondere bei der Emission von Gratisaktien oder bei einem Kapitalschnitt vor, der die Kombination einer Kapitalherabsetzung mit einer Kapitalerhöhung darstellt. Gratisaktien werden emittiert, wenn die Aktien zu „schwer“ geworden sind, also wenn der Börsenkurs infolge einer hohen Selbstfinanzierung (Gewinnthesaurierung, die sich in den Gewinnrücklagen zeigt) unverhältnismäßig hoch ist. Eine Kapitalverwässerung liegt hier vor, da lediglich durch Rücklagenauflösung und nicht durch Bareinlage das Grundkapital erhöht wird.
Je stärker beim Kapitalschnitt das Grundkapital herabgesetzt wird, desto höher ist der Anteil, den die Altaktionäre im Vergleich zu den Neuaktionären am Verlust tragen müssen, und umso höher fällt der Verwässerungseffekt aus, den die Altaktionäre im Vergleich zu den Neuaktionären erleiden.
Eine Kapitalverwässerung kann durch Verwässerungsschutz oder unter Umständen durch einen Aktiensplit vermieden werden. Beim Aktiensplit selbst kommt es zu keiner Kapitalverwässerung, weil sich das Grundkapital lediglich auf mehr Aktien verteilt als vorher.